# Kingston and Surbiton (circonscription du Parlement britannique)
Circonscription parlementaire de la Chambre des communes
La circonscription de Kingston et Surbiton  est une circonscription électorale anglaise située dans le Grand Londres, et représentée à la Chambre des communes du Parlement britannique de 1997 à 2015 et encore depuis 2017 par Edward Davey, démocrate libéral.

## Géographie
La circonscription comprend :
- La partie sud du borough londonien du Kingston upon Thames
- Les quartiers de Chessington, Hook, Norbiton, Surbiton, Tolworth, et aussi Kingston upon Thames et New Malden (en partie).

## Députés
Les Members of Parliament (MPs) de la circonscription sont :
| Législature                                         | Années        | Député | Député           | Parti             |
| --------------------------------------------------- | ------------- | ------ | ---------------- | ----------------- |
| Kingston and Surbiton issue de Surbiton et Kingston |               |        |                  |                   |
| 52e                                                 | 1997–2001     |        | Edward Davey     | Libéral-démocrate |
| 53e                                                 | 2001–2005     |        | Edward Davey     | Libéral-démocrate |
| 54e                                                 | 2005–2010     |        | Edward Davey     | Libéral-démocrate |
| 55e                                                 | 2010–2015     |        | Edward Davey     | Libéral-démocrate |
| 56e                                                 | 2015–2017     |        | James Berry      | Conservateur      |
| 57e                                                 | 2017–2019     |        | Edward Davey (2) | Libéral-démocrate |
| 58e                                                 | 2019–en cours |        | Edward Davey (2) | Libéral-démocrate |

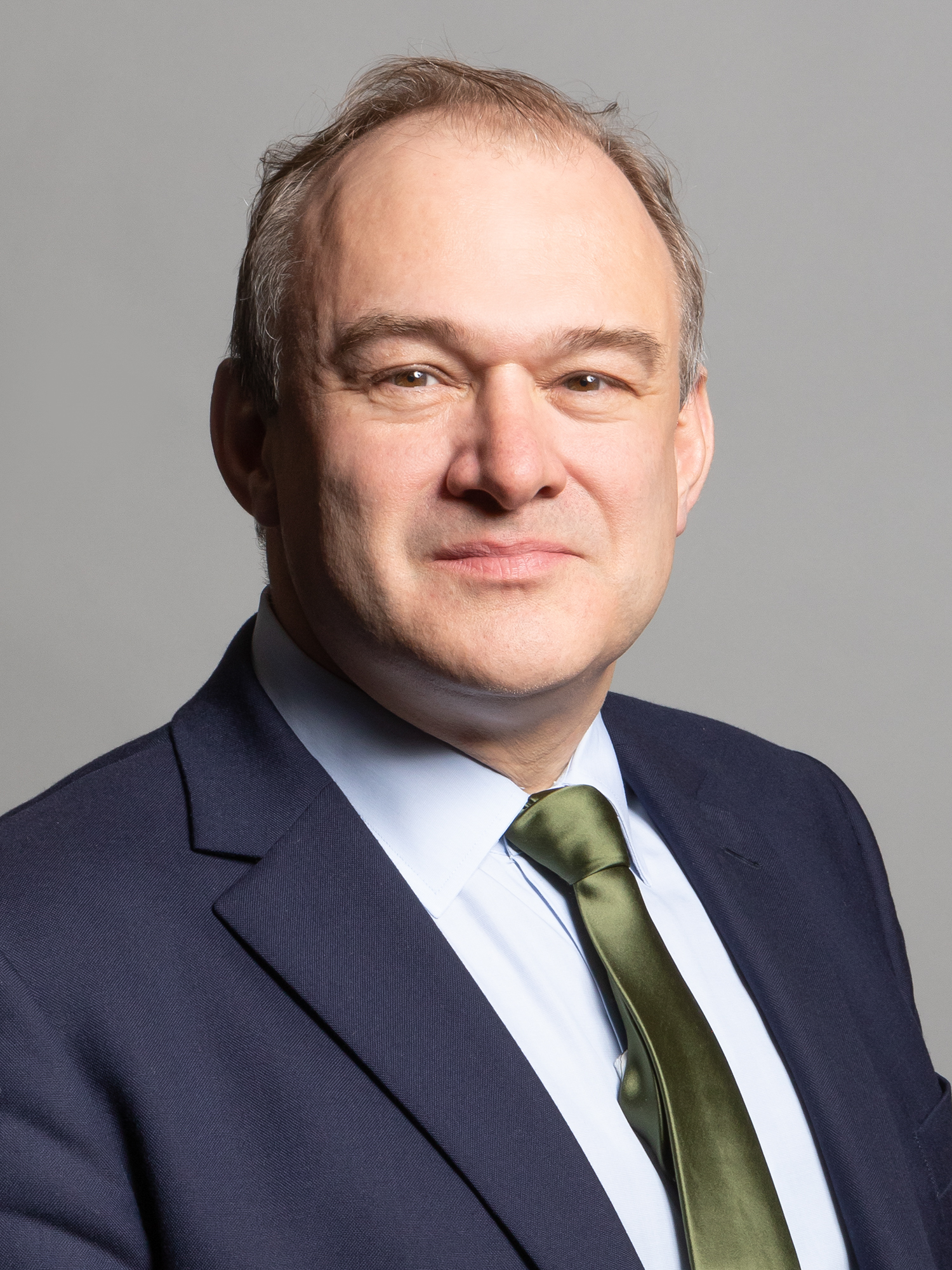
Ed Davey (1997-2010 et 2017-Présent)